# Blahnița de Jos, Gorj
Blahnița de Jos este un sat ce aparține orașului Târgu Cărbunești din județul Gorj, Oltenia, România.
 Acest articol despre o localitate din județul Gorj este deocamdată un ciot. Puteți ajuta Wikipedia prin completarea lui.